# در حالی که ما اینجا بودیم
و در حالی که اینجا بودیم (به انگلیسی: And While We Were Here) فیلمی درام عاشقانهٔ آمریکایی محصول سال ۲۰۱۲ است که توسط کت کویرو نوشته و کارگردانی شده و با بازی کیت باسورث، جیمی بلکلی و ایدو گلدبرگ ساخته شده است. فیلم در جزیرهٔ ایشیا فیلم‌برداری شده و نخستین‌بار در جشنواره فیلم ترایبکا در سال ۲۰۱۲ به نمایش درآمد و همچنین در جشنواره فیلم لوکارنو نیز اکران شد. این فیلم در ۱۳ اوت ۲۰۱۲ در قالب «نمایش برخط ویژه» منتشر شد و سپس در ۱۳ سپتامبر ۲۰۱۳ به‌صورت سینمایی اکران شد.

## داستان
جین و همسرش لئونارد به ناپل سفر می‌کنند؛ جایی که لئونارد برای تدریس و اجرای موسیقی با ساز مورد علاقه‌اش، ویولا، دعوت شده است. رابطهٔ میان آن‌ها پرتنش است و جین معتقد است که لئونارد همسر حامی و دلسوزی نیست. جین در غیاب لئونارد، مشغول نوشتن خاطره‌نگاری دربارهٔ تجربیات مادربزرگش در دو جنگ جهانی است. برای فرار از تنهایی در اتاق هتل، جین به جزیرهٔ ایشیا می‌رود و در یکی از پیاده‌روی‌هایش با جوانی ۱۹ ساله و سرزنده به نام کالب آشنا می‌شود. آن دو بعدازظهر را با هم می‌گذرانند و شب هم شام می‌خورند. کالب پیشنهاد می‌دهد از رستوران فرار کنند بدون پرداخت، کاری که باعث می‌شود جین احساس زنده‌بودن کند، اما بعد کالب اعتراف می‌کند که هنگام رفتن به دستشویی صورت‌حساب را پرداخت کرده است. وقتی کالب شمارهٔ تلفن جین را می‌خواهد، او امتناع می‌کند و با کشتی به هتل بازمی‌گردد.
روز بعد، جین و لئونارد ناهار را با هم می‌خورند، اما تنش بیشتری در رابطه‌شان نمایان می‌شود؛ لئونارد نمی‌فهمد چرا جین چنین حسرت زندگی یک نوجوان آزاد و بی‌قید را دارد. در همان لحظه، ناگهان کالب وارد رستوران می‌شود و جین او را به میز دعوت می‌کند. لئونارد نسبت به حضور او مشکوک می‌شود و فوراً صورت‌حساب را می‌خواهد. سه‌نفر به‌سمت محل کار لئونارد حرکت می‌کنند و کالب هنگام خداحافظی، با وجود آن‌که لئونارد کاغذی دارد، آدرسش را روی دست جین می‌نویسد. جین و لئونارد از هم جدا می‌شوند و جین دوباره با کالب روبه‌رو می‌شود. جین از او می‌پرسد که آیا دنبالش آمده، و کالب پاسخ می‌دهد که «آیا این عجیب است؟» سپس اعتراف می‌کند که پس از دیدار با جین نتوانسته بخوابد و عمداً برنامه‌ریزی کرده تا دوباره با او مواجه شود. آن دو همدیگر را می‌بوسند، اما جین عقب می‌کشد و نیت‌های کالب را زیر سؤال می‌برد و از او می‌خواهد دنبالش نیاید. جین به خانه برمی‌گردد، دوش می‌گیرد، اما پیش از شستن آدرس، آن را در دفترچه‌اش می‌نویسد.
جین تلاش می‌کند شعلهٔ خاموش ازدواج‌شان را دوباره روشن کند و با لئونارد صمیمی شود، اما او بی‌تفاوت است و مشغول کارش. جین دوباره ترک‌های رابطه‌شان را می‌بیند و به دنبال آدرسی که کالب نوشته، به‌دنبالش می‌رود. آن دو روزی را به قدم‌زدن، رقصیدن و شنا در جزیره می‌گذرانند و شب را با هم در خانهٔ کالب می‌گذرانند. صبح روز بعد، جین به اتاق هتل نزد همسرش بازمی‌گردد. لئونارد او را سرزنش می‌کند که چرا شب را ناپدید بوده، در حالی‌که جین می‌گوید در حال پیاده‌روی بوده. جین به لئونارد می‌گوید که باید صحبت کنند، اما لئونارد می‌گوید که باید سر کار برود.
آن شب، لئونارد که به خانه برمی‌گردد، با جین درگیر می‌شود و جین به رابطه‌اش با کالب اعتراف می‌کند. لئونارد ابتدا عصبانی می‌شود و لیوانی را به دیوار می‌کوبد، اما سپس از جین می‌خواهد آن کاری را که باید، انجام دهد. همچنین از او می‌خواهد فردا ساعت ۴ در ایستگاه قطار با او ملاقات کند تا بدون قضاوت و پرسش، کشور را ترک کرده و زندگی‌شان را ترمیم کنند.
صبح روز بعد، جین زمانش را با کالب می‌گذراند اما تصمیم می‌گیرد او را ترک کند و پیشنهادش برای سفر را رد کند. او در ایستگاه قطار ظاهر می‌شود، جایی که لئونارد منتظرش است. لئونارد لبخند می‌زند، اما می‌گوید که جین در طرف اشتباه سکو ایستاده و باید عبور کند تا با هم بروند. جین با لبخندی اندوهگین پاسخ می‌دهد و قطاری از میان آن‌ها عبور می‌کند و دید لئونارد را از جین می‌گیرد. پس از گذر قطار، جین هم ناپدید شده، و این نشان می‌دهد که او سوار قطار شده و هم کالب و هم لئونارد را ترک کرده است؛ در حالی‌که لئونارد تنها در ایستگاه باقی می‌ماند.

## بازیگران
کیت باسورث در نقش جین
جیمی بلکلی در نقش کالب
ایدو گلدبرگ در نقش لئونارد
سالواتوره دِ ویتا در نقش راننده تاکسی
آنتونی میگلیاچو در نقش جیب‌بر
جوزپه دی‌یوریو در نقش تعمیرکار موتورسیکلت
کارلو دی مگلیو در نقش پیرمرد
آدامو گالانو در نقش پیشخدمت شماره ۱
مارکو تروفا در نقش پیشخدمت شماره ۲

## تولید
کویرو جزیرهٔ ایشیا را به‌عنوان لوکیشن انتخاب کرد، زیرا یکی از تهیه‌کنندگان فیلم خانه‌ای در آن‌جا داشت که می‌توانستند در آن فیلم‌برداری کنند. او هنگام نگارش فیلمنامه از Google Earth برای یافتن مکان‌های جذاب استفاده کرد و پس از رسیدن به جزیره، او و گروهش بدون گرفتن مجوز به‌طور غیرقانونی در آن مکان‌ها فیلم‌برداری کردند.
فیلم در اصل به‌صورت رنگی فیلم‌برداری شد، اما کارگردان و فیلم‌بردار قصد داشتند نسخهٔ نهایی را سیاه‌وسفید نمایش دهند. نسخهٔ سیاه‌وسفید در جشنواره‌ها موفق ظاهر شد، اما در نهایت کویرو تصمیم گرفت نسخهٔ رنگی را منتشر کند تا مخاطبان بیشتری را جذب کند.

## بازخورد
در وبگاه راتن تومیتوز، این فیلم بر اساس ۲۱ نقد، امتیاز ۴۳٪ دارد و میانگین امتیاز ۴٫۷ از ۱۰ را کسب کرده است. در متاکریتیک، بر پایهٔ ۲۴ نقد، امتیاز ۴۸ از ۱۰۰ گرفته و نشان‌دهندهٔ نقدهای "متوسط یا ترکیبی" است.
استیفن هولدن از نیویورک تایمز نوشت: «بحران زناشویی در قلب فیلم، دیگر بار معنایی نمادین ندارد. جین و لئونارد فقط یک زوج ناراضی دیگر هستند با مسائلی که هیچ ارتباطی با سرنوشت تمدن غرب ندارند».
اما آنلی الینگتون از لس‌آنجلس تایمز دیدگاهی متفاوت داشت و نوشت: «نکتهٔ مثبت فیلم این است که کسی در آن نقش شرور را ندارد — و اینکه، هرچند دردناک، اما آن سوی این ماجرا امیدی هست».
نیک شاگر از The A.V. Club این فیلم را با پیش از طلوع ساختهٔ ریچارد لینکلیتر مقایسه کرده و آن را تقلیدی دانسته است. او همچنین کیت باسورث را «متعهد» توصیف کرد اما افزود: «در نهایت نقش خاصی برایش نوشته نشده — مثل هم‌بازی‌های مردش — او فقط درگیر کلیشه‌های تصویری شده».
وس گرین از Slant Magazine تنها یک ستاره از چهار ستاره به فیلم داد و آن را با فیلم عاشقانهٔ کلاسیک سفر به ایتالیا اثر روبرتو روسلینی مقایسه کرد.
فرانک شک از هالیوود ریپورتر در جشنواره ترایبکا گفت: «متأسفانه، این روایت از رابطهٔ ممنوعهٔ میان زنی متأهل و ناراضی و یک مرد جوان، بیش از حد درگیر کلیشه‌های ژانر شده — از جمله همان لوکیشن رؤیایی».
جان اندرسون از ورایتی نوشت: «در میان ستون‌های معماری رنسانسی ایتالیا و کیت باسورث، کارگردان کت کویرو داستانی لطیف از عشق و رهایی ویران‌شده را با و در حالی که آن‌جا بودیم روایت می‌کند».